# Polymixis subvenusta
Polymixis subvenusta är en fjärilsart som beskrevs av Rudolf Püngeler 1906. Polymixis subvenusta ingår i släktet Polymixis och familjen nattflyn. Inga underarter finns listade i Catalogue of Life.